# Вилбер Парк (Мисури)
Вилбер Парк (енгл. Wilbur Park) град је у америчкој савезној држави Мисури.

## Демографија
По попису из 2010. године број становника је 471, што је 4 (-0,8%) становника мање него 2000. године.
| Група             | 2000.       | 2010.       |
| Белци             | 452 (95,2%) | 451 (95,8%) |
| Афроамериканци    | 2 (0,4%)    | 1 (0,2%)    |
| Азијати           | 7 (1,5%)    | 9 (1,9%)    |
| Хиспаноамериканци | 6 (1,3%)    | 2 (0,4%)    |
| Укупно            | 475         | 471         |